# Distrito de Colmar-Ribeauvillé
El distrito de Colmar-Ribeauvillé es una división administrativa francesa, situada en el departamento de Alto Rin, de la región de Alsacia-Champaña-Ardenas-Lorena, creado a partir de la unión de los antiguos distritos de Colmar y Ribeauvillé.

## División territorial

### Cantones
Hasta 2015:
Los cantones del distrito de Colmar-Ribeauvillé desde su creación en enero de 2015 hasta marzo de 2015 eran:
1. Andolsheim
2. Colmar-Norte
3. Colmar-Sur
4. Kaysersberg
5. Lapoutroie
6. Munster
7. Neuf-Brisach
8. Ribeauvillé
9. Sainte-Marie-aux-Mines
10. Wintzenheim

Actualmente: 
1. Colmar-1
2. Colmar-2
3. Ensisheim (Que abarca parte de los distritos de Colmar-Ribeauvillé y Thann-Guebwiller)
4. Sainte-Marie-aux-Mines
5. Wintzenheim (Que abarca parte de los distritos de Colmar-Ribeauvillé y Mulhouse)

## Historia
El gobierno francés decidió en su decreto ministerial n.º 2014-1720, de 29 de diciembre de 2014, suprimir los distritos de Guebwiller y Ribeauvillé, y sumarlos a los distritos de Thann y Colmar respectivamente, a fecha efectiva de 1 de enero de 2015.